# Ooglapmotten
De ooglapmotten (Bucculatricidae) zijn een familie van vlinders uit de superfamilie Gracillarioidea. De familie telt ongeveer driehonderd soorten, verdeeld over vier geslachten, en komt overal ter wereld voor. De groep werd voorheen wel beschouwd als onderfamilie Bucculatricinae van de familie Lyonetiidae. Het typegeslacht van de familie is Bucculatrix.
Volwassen exemplaren van deze familie worden gemakkelijk over het hoofd gezien; de vlinders zijn vrij klein en de vleugels zijn in rust ook nog eens rond het lichaam gevouwen.
De jonge larven zijn bladmineerders. Ze vormen duidelijke bruine vlekken op de bladeren.
In een iets verder stadium voeden ze zich aan de buitenzijde van de bladeren. Veel soorten hebben een specifieke voedselplant (waardplant).

## Geslachten
- Bucculatrix
- Leucoedemia
- Tritymba

## Een willekeurige greep uit de soorten
- Bucculatrix absinthii; waardplant: Artemisia
- Bucculatrix acrogramma
- Bucculatrix adelpha
- Bucculatrix agilis; waardplant: Acacia horrida
- Bucculatrix agnella; waardplant: Ambrosia artemisiifolia
- B. ainsliella; waardplant: Quercus
- Bucculatrix alaternella; waardplant: Rhamnus alaternus
- Bucculatrix albaciliella
- Bucculatrix albedinella; waardplant: Ulmus
- Bucculatrix albella; waardplant: Paliurus spina-christi
- Bucculatrix albertiella; waardplant: Quercus
- Bucculatrix albiguttella; waardplant: Achillea
- Bucculatrix alpina
- Bucculatrix ambrosiaefoliella; waardplanten: Ambrosia, Parthenium hysterophorus
- Bucculatrix amiculella; waardplant: Quercus
- Bucculatrix anaticula; waardplant: Ceanothus americanus
- Bucculatrix andalusica; waardplant: Artemisia
- Bucculatrix angustata; waardplanten: Aster, Erigeron, Solidago
- Bucculatrix angustisquamella
- Bucculatrix anthemidella; waardplant: Anthemis tinctoria
- Bucculatrix argentisignella; waardplant: Leucanthemum vulgare
- Bucculatrix armeniaca
- Bucculatrix arnicella; waardplant: Arnica cordifolia, Artemisia tridentata
- Bucculatrix artemisiella; waardplant: Artemisia
- Bucculatrix aspyctella
- Bucculatrix atagina; waardplant: Artemisia campestris
- Bucculatrix atrosignata
- Bucculatrix bechsteinella; waardplant: Crataegus, Cydonia oblonga, Malus, Pyrus, Sorbus
- Bucculatrix benacicolella; waardplant: Artemisia alba
- Bucculatrix benenotata
- Bucculatrix bicolorella
- Bucculatrix bicristata
- Bucculatrix brunnescens
- Bucculatrix callistricha; waardplant: Corylus
- Bucculatrix canadensisella; waardplant: Betula
- Bucculatrix canariensis; waardplant: Artemisia canariensis
- Bucculatrix cantabricella; waardplant: Convolvulus cantabricus
- Bucculatrix capreella; waardplant: Achillea millefolium
- Bucculatrix caribbea; waardplant: Cordia
- Bucculatrix carolinae
- Bucculatrix caspica
- Bucculatrix ceanothiella; waardplant: Ceanothus
- Bucculatrix ceibae; waardplant: Ceiba
- Bucculatrix centaureae; waardplant: Centaurea triniifolia
- Bucculatrix centroptila; waardplant: Firmiana colorata
- Bucculatrix cerina; waardplant: Quercus
- Bucculatrix chrysanthemella; waardplanten: Argyranthemum frutescens, Chrysanthemum, Gonospermum
- Bucculatrix cidarella; waardplanten: Alnus
- Bucculatrix clavenae; waardplant: Achillea millefolium
- Bucculatrix columbiana; waardplant:: Iva axillaris
- Bucculatrix coniforma
- Bucculatrix copeuta; waardplant: Prunus pensylvanica
- Bucculatrix cordiaella; waardplant: Cordia
- Bucculatrix coronatella; waardplant: Betula
- Bucculatrix crataegi; waardplanten: Crataegus, Pyrus
- Bucculatrix crateracma; waardplant:: Bombax ceiba
- Bucculatrix cretica
- Bucculatrix cristatella; waardplant: Achillea millefolium
- Bucculatrix criticopa
- Bucculatrix cuneigera; waardplant: Aster shortii
- Bucculatrix demaryella; waardplanten: Acer, Betula, Castanea, Corylus
- Bucculatrix diffusella; waardplant: Artemisia maritima
- Bucculatrix disjuncta
- Bucculatrix divisa; waardplant: Balsamorhiza sagittata
- Bucculatrix domicola; waardplant: Quercus palustris
- Bucculatrix dominatrix; waardplant: Baccharis pilularis
- Bucculatrix eclecta; waardplant: Ulmus pumila
- Bucculatrix enceliae; waardplant: Encelia farinosa
- Bucculatrix epibathra; waardplant: Grewia tiliaefolia
- Bucculatrix ericameriae; waardplant: Ericameria arborescens
- Bucculatrix errans; waardplant: Aster
- Bucculatrix eucalypti; waardplant: Eucalyptus
- Bucculatrix eugrapha
- Bucculatrix eupatoriella; waardplant: Eupatorium perfoliatum
- Bucculatrix eurotiella; waardplanten: Krascheninnikovia lanata, Senecio
- Bucculatrix evanescens
- Bucculatrix exedra; waardplant: Firmiana platanifolia
- Bucculatrix fatigatella; waardplanten: Artemisia campestris, Leucanthemopsis alpina
- Bucculatrix firmianella; waardplant: Firmiana
- Bucculatrix flexuosa; waardplant: Acacia nilotica
- Bucculatrix floccosa
- Bucculatrix flourensiae; waardplant: Flourensia cernua
- Bucculatrix formosa
- Bucculatrix frangutella; waardplant: Rhamnus
- Bucculatrix franseriae; waardplant: Ambrosia deltoidea
- Bucculatrix frigida
- Bucculatrix fugitans; waardplant: Corylus
- Bucculatrix fusicola; waardplant: Helianthus
- Bucculatrix gnaphaliella; waardplant: Helichrysum arenarium
- Bucculatrix gossypiella; waardplant: Gossypium
- Bucculatrix gossypii; waardplant: Gossypium
- Bucculatrix helianthemi; waardplant: Helianthemum sessiliflorum
- Bucculatrix helichrysella; waardplant: Helichrysum italicum
- Bucculatrix herbalbella; waardplant: Artemisia herba-alba
- Bucculatrix humiliella
- Bucculatrix ilecella; waardplant: Ilex
- Bucculatrix illecebrosa; waardplant: Helianthus
- Bucculatrix immaculatella
- Bucculatrix improvisa; waardplant: Tilia americana
- Bucculatrix infans
- Bucculatrix insolita
- Bucculatrix inusitata; waardplant: Juniperus communis
- Bucculatrix ivella; waardplanten: Baccharis, Iva frutescens
- Bucculatrix jugicola; waardplanten: Achillea oxyloba, Leucanthemopsis alpina
- Bucculatrix kendalli; waardplant: Colubrina texensis
- Bucculatrix kimballi
- Bucculatrix koebelella; waardplant: Artemisia californica
- Bucculatrix laciniatella; waardplant: Artemisia laciniata
- Bucculatrix lassella
- Bucculatrix latella
- Bucculatrix latviaella
- Bucculatrix lavaterella; waardplant: Lavatera
- Bucculatrix leptalea; waardplant: Artemisia dracunculus
- Bucculatrix leucanthemella; waardplanten: Chrysanthemum, Leucanthemum, Staehelina dubia
- Bucculatrix litigiosella; waardplant: Quercus
- Bucculatrix locuples; waardplant: Alnus serrulata
- Bucculatrix longula; waardplant: Helianthus annuus
- Bucculatrix loxoptila; waardplant: Gossypium
- Bucculatrix luteella; waardplant: Quercus alba
- Bucculatrix magnella; waardplant: Solidago
- Bucculatrix maritima; waardplant: Aster tripolium
- Bucculatrix mehadiensis
- Bucculatrix mendax; waardplant: Dalbergia sissoo
- Bucculatrix mesoporphyra
- Bucculatrix micropunctata
- Bucculatrix montana
- Bucculatrix myricae; waardplant: Myrica gale
- Bucculatrix needhami; waardplant: Helianthus
- Bucculatrix nigricomella; waardplant: Leucanthemum vulgare
- Bucculatrix nigripunctella
- Bucculatrix niveella; waardplant: Solidago
- Bucculatrix noltei; waardplant: Artemisia vulgaris
- Bucculatrix ochristrigella
- Bucculatrix ochrisuffusa; waardplant: Quercus alba
- Bucculatrix ochritincta
- Bucculatrix orophilella
- Bucculatrix packardella; waardplanten: Fagus, Eik
- Bucculatrix paliuricola; waardplant: Paliurus
- Bucculatrix pallidula
- Bucculatrix pannonica; waardplant: Artemisia maritima
- Bucculatrix paroptila; waardplanten: Comptonia peregrina
- Bucculatrix parthenica; waardplant: Parthenium hysterophorus
- Bucculatrix parvinotata
- Bucculatrix perficta
- Bucculatrix phagnalella; waardplant: Phagnalon saxatile
- Bucculatrix platyphylla
- Bucculatrix plucheae; waardplant: Pluchea odorata
- Bucculatrix polymniae; waardplant: Smallanthus uvedalius
- Bucculatrix polytita
- Bucculatrix pomifoliella; waardplanten: Ambrosia, Amelanchier laevis, Chaenomeles japonica, Crataegus, Cydonia oblonga, Malus, Prunus, Pyrus
- Bucculatrix pseudosylvella; waardplant: Rhamnus saxatilis
- Bucculatrix ptochastis
- Bucculatrix pyrivorella; waardplanten: Pisum sativum, Pyrus
- Bucculatrix quadrigemina; waardplanten: Alcea, Althaea
- Bucculatrix quinquenotella; waardplanten: Ampelopsis, Quercus rubra
- Bucculatrix ratisbonensis; waardplant: Artemisia campestris
- Bucculatrix recognita; waardplant: Quercus macrocarpa
- Bucculatrix regaella; waardplant: Helianthemum sessiliflorum
- Bucculatrix rhamniella; waardplant: Rhamnus
- Bucculatrix ruficoma; waardplanten: Gossypium, Ipomoea batatas
- Bucculatrix salutatoria; waardplant: Artemisia tridentata
- Bucculatrix santolinella; waardplant: Santolina chamaecyparissus
- Bucculatrix seneciensis; waardplant: Senecio
- Bucculatrix seorsa; waardplant: Artemisia tridentata
- Bucculatrix seperabilis; waardplant: Baccharis pilularis
- Bucculatrix sexnotata; waardplant: Aster
- Bucculatrix simulans; waardplant: Helianthus annuus
- Bucculatrix solidaginiella; waardplant: Solidago
- Bucculatrix sororcula
- Bucculatrix speciosa; waardplant: Solidago
- Bucculatrix spectabilis
- Bucculatrix sphaeralceae
- Bucculatrix sporobolella; waardplant: Sporobolus airoides
- Bucculatrix staintonella; waardplant: Populus
- Bucculatrix subnitens
- Bucculatrix taeniola; waardplant: Salvia apiana
- Bucculatrix telavivella
- Bucculatrix tenebricosa
- Bucculatrix tetradymiae; waardplant: Tetradymia axillaris
- Bucculatrix thoracella; waardplanten: Acer, Tilia
- Bucculatrix thurberiella; waardplanten: Cienfuegosia thespesioides, Gossypium
- Bucculatrix transversata; waardplant: Ambrosia psilostachya
- Bucculatrix tridenticola; waardplant: Artemisia tridentata
- Bucculatrix trifasciella; waardplanten: Castanea, Quercus rubra
- Bucculatrix turatii; waardplant: Paliurus aculeatus
- Bucculatrix ulmella; waardplanten: Pinus sylvestris, Eik, Sorbus, Ulmus
- Bucculatrix ulmicola
- Bucculatrix ulmifoliae; waardplant: Ulmus
- Bucculatrix ulocarena
- Bucculatrix univoca; waardplant: Ipomoea aquatica
- Bucculatrix variabilis; waardplanten: Tidestromia, Baccharis pilularis
- Bucculatrix verax; waardplant: Trewia nudiflora
- Bucculatrix viguierae; waardplant: Heliomeris longifolia
- Bucculatrix xenaula; waardplant: Sterculia
- Bucculatrix zizyphella; waardplant: Ziziphus
- Bucculatrix zophopasta; waardplant: Quercus garryana